# Paralotnia

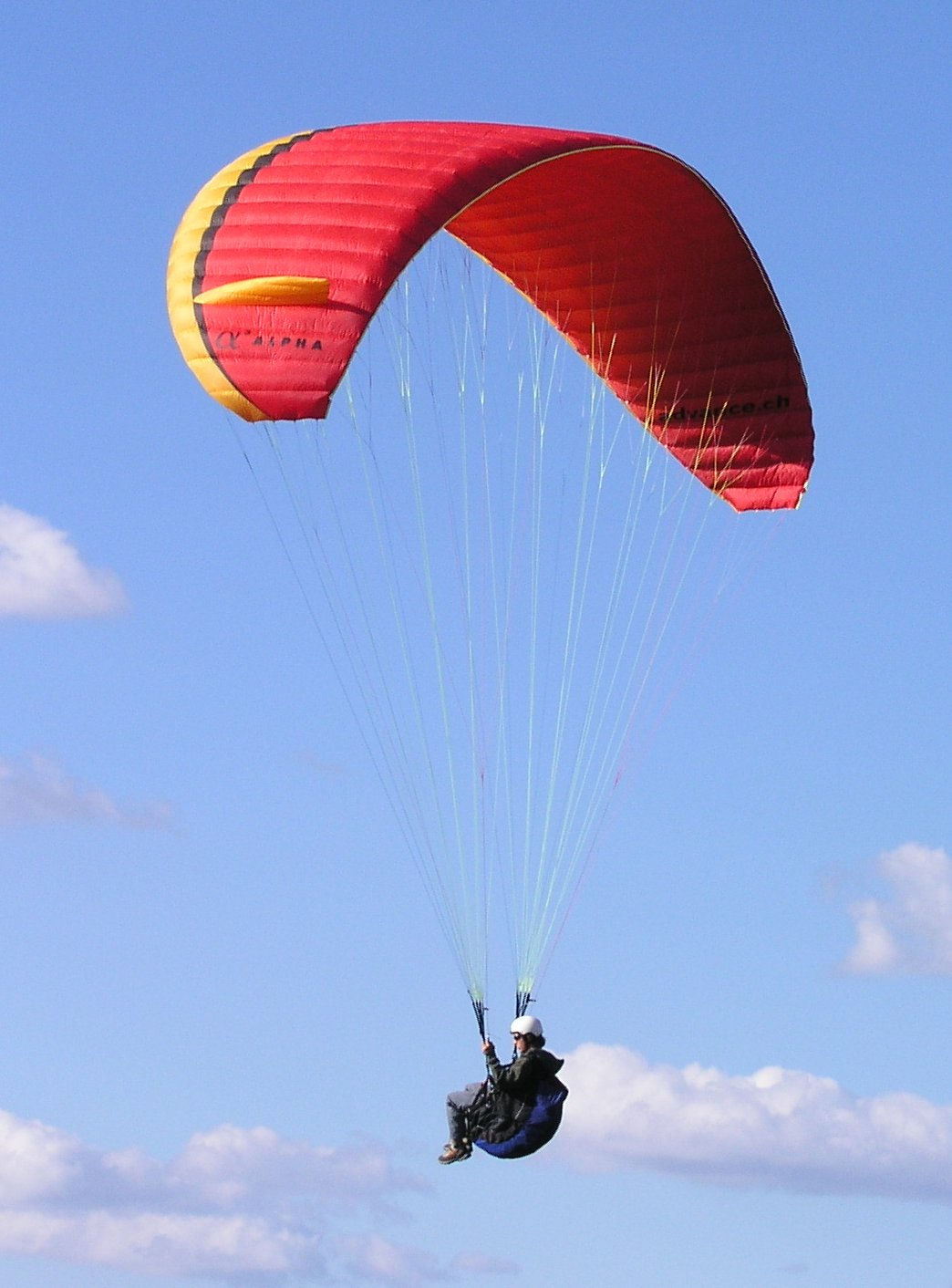
Paralotnia

Paralotnia, zwana też glajtem (ang. paraglide) lub parapentem – rodzaj szybowca o miękkim płacie nośnym (miękkopłat). Wywodzi się w prostej linii od tzw. spadochronów szybujących, od których odróżnia się dużo większą doskonałością i sterownością. Używana jest głównie do celów rekreacyjnych i sportowych (paralotniarstwo).

## Budowa paralotni
Elementem nośnym paralotni jest skrzydło. Do niego za pomocą linek i taśm nośnych podczepiona jest uprząż dla pilota.
W skład typowego zestawu wchodzą:
- skrzydło,
- uprząż,
- system RSH – Ratowniczy System Hamujący, tzw. spadochron zapasowy,
- karabinki do połączenia uprzęży z paralotnią,
- kask ochronny,
- zestaw dodatkowych przyrządów – wariometr, GPS, kompas, radiotelefon, plecak.

Masa całego zestawu dochodzi do 20 kg, chociaż na potrzeby tzw. paraalpinizmu (wspinaczka połączona ze zlotem na paralotni) produkowane są zestawy o masie nieprzekraczającej 5 kg.

### Skrzydło

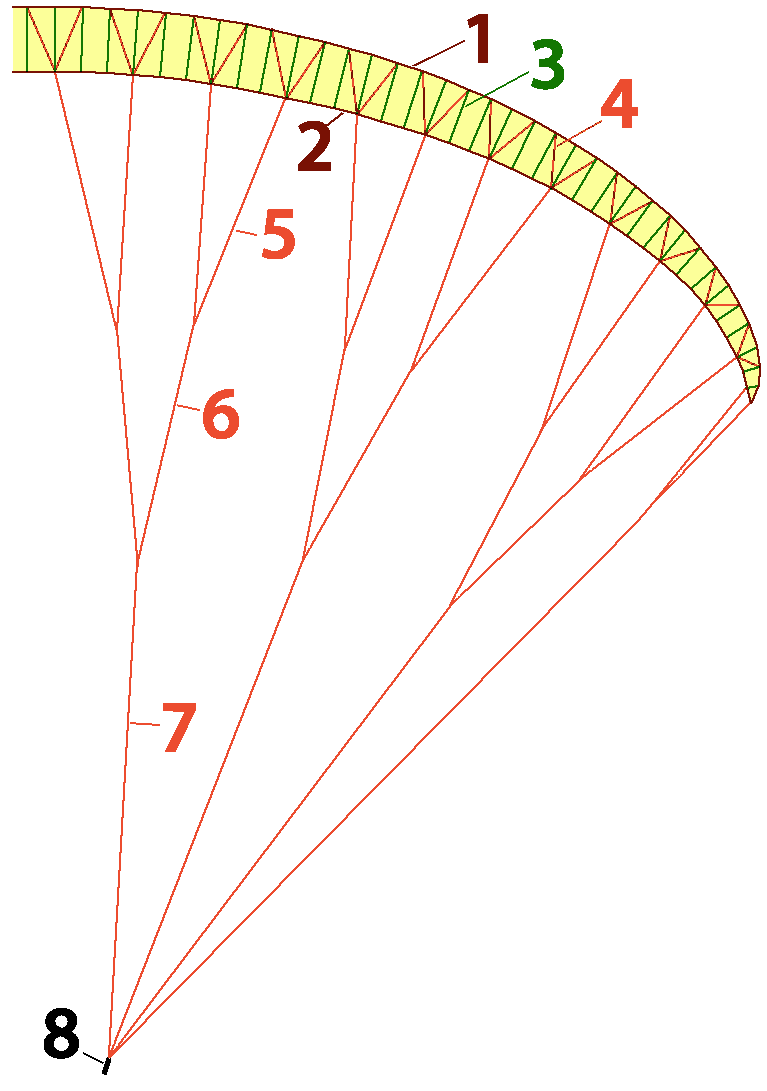
Budowa skrzydła paralotni:
1 Górne poszycie, 2 Dolne poszycie, 3 Żebra utrzymujące profil skrzydła, 4 Ukośne wzmocnienia (v-wsparcia) poprowadzone od żebra związanego z linkami nośnymi, 5 Linki galerii, 6 i 7 Linki nośne, 8 Taśma nośna

Skrzydło paralotni jest konstrukcją komorową, która pod ciśnieniem przepływającego przez nią powietrza uzyskuje profil aerodynamiczny. Jego powierzchnia w rozłożeniu wynosi zazwyczaj od ok. 20 do ponad 30 m² (wersje dwuosobowe do 44 m²). Masa współczesnego skrzydła to ok. 4-8 kg (do 10 kg w wersji dwuosobowej).
Na dolnej części krawędzi natarcia znajdują się wloty, przez które pod wpływem prędkości postępowej dostaje się powietrze. Jego zwiększone ciśnienie powoduje wypełnienie płata i uzyskanie profilu aerodynamicznego. Bardzo istotne dla prawidłowej pracy skrzydła jest, by nie zwalniało poniżej prędkości minimalnej. Z powodu zbyt niskiego ciśnienia następuje wtedy deformacja profilu i utrata siły nośnej.
W celu łatwiejszego napełniania się płata powietrzem, w żebrach znajdują się otwory umożliwiające przepływ pomiędzy komorami. Dzięki nim nawet znacznie podwinięte skrzydło jest w stanie odzyskać właściwy kształt.
Z dolną częścią żeber związane są linki nośne, a z krawędzią spływu – sterówki.

### Linki i taśmy nośne

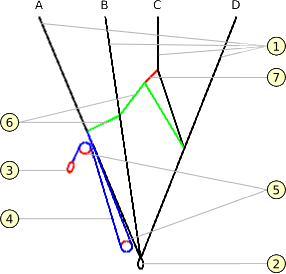
Taśmy nośne z przyspieszaczem:
1 Taśmy nośne, 2 Mocowanie uprzęży, 3 Mocowanie linek przyspieszacza, 4 Przyspieszacz (część skrzydłowa), 5 Bloczki, 6 i 7 Taśmy ściągające

Linki umocowane są do uprzęży za pomocą taśm nośnych w dwóch punktach, co ułatwia sterowanie, natomiast do skrzydła w kilkudziesięciu, dzięki czemu siły są równomiernie rozłożone i utrzymują właściwy kształt płata. Łączna długość linek dochodzi do 500 m. Średnica zazwyczaj zawiera się w zakresie 1-2 mm.

### Sterówki
Sterówki umocowane są do krawędzi spływu skrzydła. W odróżnieniu od linek nośnych, ich dolne końce nie są przymocowane nieruchomo do taśm nośnych, lecz przeprowadzone przez bloczek i zakończone uchwytami (po jednym do każdej z rąk pilota). Poprzez zaciąganie sterówki następuje zmiana kąta natarcia jednej z połówek skrzydła powodująca skręcanie paralotni w wybranym kierunku.

### Przyspieszacz (speedsystem)

Działanie przyspieszacza

Wiele paralotni wyposażonych jest w przyspieszacz. Do belki znajdującej się pod nogami pilota przymocowane są dwie linki, których zaciągnięcie skraca przednie linki nośne skrzydła, zmniejszając kąt natarcia. Paralotnia osiąga wtedy większą prędkość postępową, jednocześnie opadając szybciej.

### Uprząż
Uprząż paralotniowa przypomina kształtem plecak. Wyposażona jest w system taśm, które zabezpieczają pilota przed wypadnięciem. Najważniejsze z nich są trzymające pilota taśmy udowe oraz taśma piersiowa, utrzymująca odstęp pomiędzy taśmami nośnymi skrzydła.
Uprząż łączy się z taśmami skrzydła za pomocą dwóch karabinków. Pod siedziskiem znajduje się deska (rzadziej płyta z tworzywa sztucznego), która pozwala pilotowi poprzez balans ciałem nierównomiernie obciążać połówki skrzydła i w ten sposób sterować paralotnią.
W dolnej i plecowej części uprzęży (w niektórych – również po bokach) znajduje się protektor, zabezpieczający pilota przed urazami w razie upadku z niewielkiej wysokości (np. przy nieudanym lądowaniu).
Większość uprzęży wyposażona jest w specjalny pojemnik na spadochron zapasowy. Zazwyczaj znajduje się on bezpośrednio pod siedzeniem. W modelach pozbawionych tego pojemnika, spadochron przewozi się w specjalnej torbie przymocowanej z przodu pomiędzy karabinkami, zwanej kontenerem.

### Napęd

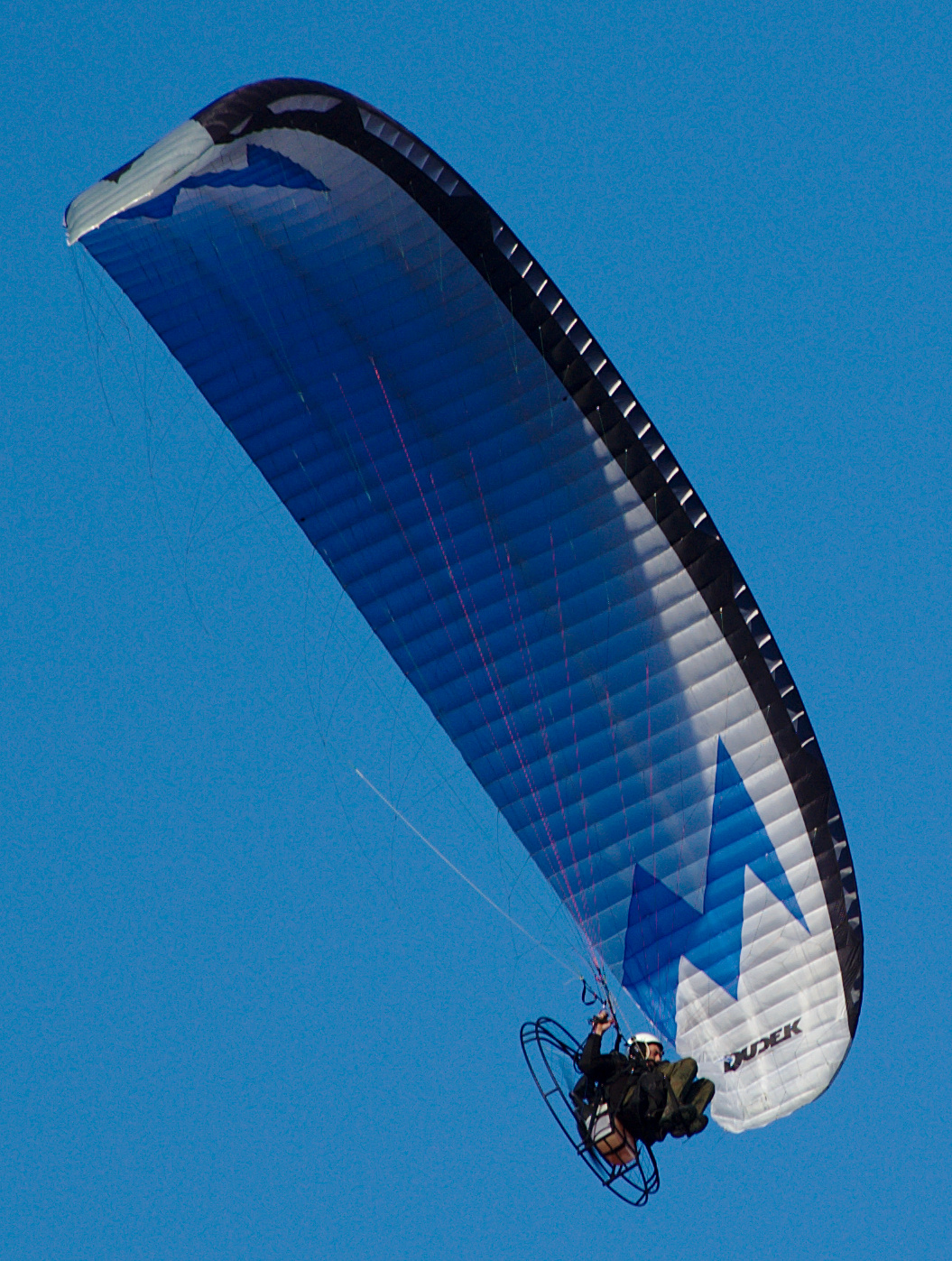
Paralotnia z silnikiem

Paralotnia może zostać wyposażona w napęd spalinowy. Jest to zazwyczaj silnik dwusuwowy ze śmigłem obudowanym w kosz, zamocowany na plecach pilota. Ze względu na znaczną wagę napędu i inny rozkład sił niż przy swobodnym lataniu, paralotnie przeznaczone do lotów z napędem mają nieznacznie odmienną konstrukcję.
Po domontowaniu do skrzydła od paralotni (odpowiedniej wielkości) wózka z napędem otrzymujemy pojazd latający nazywany motoparalotnią (paraplanem).

### System hamujący (spadochron zapasowy)
Ratowniczy system hamujący jest obowiązkowym wyposażeniem paralotni. Składa się z pojedynczego spadochronu klasycznego (okrągłego) lub – rzadziej – systemu kilku połączonych spadochronów. Przechowywany jest w uprzęży lub osobnej torbie przymocowanej do taśmy krzyżakowej, z uchwytem znajdującym się w łatwo dostępnym miejscu, tak by w razie awarii lub utraty kontroli nad paralotnią mógł być natychmiast użyty przez pilota.

### Dodatkowe wyposażenie
W zależności od rodzaju wykonywanych lotów piloci paralotni korzystają z dodatkowych akcesoriów, takich jak krótkofalówka, GPS czy wariometr.

## Sterowanie
Sterowanie paralotni opiera się na asymetrycznej deformacji skrzydła i zmianie sił działających na jego połowy. Można tego dokonać na dwa sposoby: zaciąganiem sterówki oraz przez balans ciałem.

### Sterówki
Zaciągnięcie jednej ze sterówek powoduje skierowanie krawędzi spływu ku dołowi i zwiększa m.in. współczynnik oporu jednej strony.
W efekcie paralotnia skręca w kierunku zaciągniętej sterówki.

### Balans ciałem
Przechylenie ciała pilota w bok powoduje przesunięcie środka ciężkości układu i w efekcie zakręt w stronę przechylenia.
W taki sam sposób steruje się lotnią.

## Osiągi
Wartość maksymalnej, rzeczywistej doskonałości (proporcja składowej poziomej prędkości do składowej pionowej) współczesnych paralotni szkolnych wynosi ponad 6, rekreacyjnych 7-8, a wyczynowych do 10. Prędkości opadania (minimalne) są rzędu 1 m/s i mniej (typowo 1,1-1,2 m/s). Osiągane prędkości postępowe są w granicach od 20 (maksymalnie przyhamowane skrzydło, na granicy przeciągnięcia) do ponad 60 km/h.

## Latanie z użyciem paralotni (paralotniarstwo)
Paralotnia wykorzystywana jest w lotach swobodnych (termicznych, żaglowych, klifowych), a także z napędem: PPG (ang. Powered ParaGlider) - napęd montowany do uprzęży, PPGG - motoparalotnia (z wózkiem).

## Historia
W 1961 francuski inżynier Pierre Lemoigne skonstruował spadochron z wcięciami po bokach i z tyłu, dzięki czemu można było holować go w powietrzu, a także kierować jego lotem. Urządzenie otrzymało nazwę Para-Commander i dało początek sportowi znanemu jako parasailing.
W 1964 Amerykanin Domina Jalbert opracował pierwszy spadochron komorowy (parafoil). Wynalazek ten zrewolucjonizował spadochroniarstwo, stając się protoplastą współczesnych spadochronów szybujących.
Równolegle trwały badania prowadzone przez NASA nad spadochronami dla kosmicznych kapsuł ratunkowych. Ich owocem było szybujące skrzydło autorstwa Davida Barisha. Po testach w 1965 wynalazca próbował promować zloty z górskich stoków jako letnią formę rekreacji w ośrodkach narciarskich. Nie spotkało się to ze znaczącym zainteresowaniem.
Po lekturze artykułu w magazynie Parachute Manual trzech Francuzów – Jean-Claude Bétemps, André Bohn i Gérard Bosson – rozpoczęło eksperymenty ze spadochronem szybującym na górze Pointe du Pertuiset, w 1978. Próby zaowocowały stumetrowym zlotem, zakończonym na boisku piłkarskim. Moment ten uważa się za narodziny paralotniarstwa.
Od tego czasu rozwój paralotni potoczył się własnym torem. Kolejne konstrukcje coraz bardziej odbiegały kształtem od prostokątnego spadochronu. Największy rozkwit popularności oraz odkryć w dziedzinie budowy skrzydła przypada na lata 90. XX wieku.
W 1998 NASA przeprowadziła próby statku powrotnego X-38 wyposażonego w specjalną paralotnię, pozwalającą na kontrolowane lądowanie na powierzchni Ziemi.
W ostatnim czasie opracowano kilka nowych rodzajów paralotni:
1. górskie – przeznaczone dla osób wspinających się w górach; paralotnia jest mała (wraz z uprzężą waży nawet niecałe 3 kg) i pozwala dokonywać zlotów ze szczytów.
2. do latania z napędem (PPG) – przeznaczone do latania ze specjalnym silnikiem zakładanym przez pilota na plecy; w ostatnich latach opracowano dla tych paralotni specjalny profil samostateczny stabilizujący skrzydło wraz ze wzrostem prędkości; jednym z czołowych producentów tego typu skrzydeł jest polska firma Dudek Paragliders, która przyczyniła się do opracowania profilu.
3. do zjeżdżania na nartach – małe skrzydła umożliwiające krótkie loty nad przeszkodami.
4. do wózków z napędem – duże skrzydła pozwalające unieść ciężkie wózki z silnikiem.